# Óptica ocular
La Óptica Ocular es aquella ciencia dentro de la Óptica y la Optometría que se dedica a estudiar los fenómenos de refracción que tienen que ver con el ojo y si la imagen que ve es nítida o no. 

## Base: el ojo humano
La Óptica Ocular es una rama principal de la Óptica fisiológica, la cual trata del estudio del ojo humano mediante cálculos y fórmulas que se realizan para que la visión en él sea idónea en caso de anomalía en la visión, bien aplicando gafas con estas características o bien con lentes de contacto. Esta ciencia le permite diagnosticar al Óptico el defecto visual que tiene el paciente (tal como la miopía, hipermetropía, presbicia, astigmatismo...). Clasificando todo esto, obtenemos: 
- Miopía: el paciente no verá nítido de lejos. Su punto remoto (punto en el que no trabajan los músculos de acomodación de la visión para ver nítido) no será infinito. Si se corrige con gafas (que tienen que ser de lentes negativas y esféricas), las dioptrías serán mayores en valor absoluto que si se coloca un lentilla correctora pegada a córnea.

- Hipermetropía: el paciente no ve bien de cerca y su punto remoto estará detrás de la retina, lo que implica que el ojo se cansará antes porque siempre estará acomodando. Se corrigen con lentes positivas y esféricas, y si se colocan en gafa, las dioptrías serán menores que si se corrige con lentilla.

- Presbicia: el paciente ve bien de lejos pero su punto próximo (el primero que ve delante de él, más cerca del cual ya no se ve nítido) está más alejado de lo normal. Se corrige con lentes positivas y esféricas.

- Astigmatismo: el paciente ve las imágenes borrosas y alargadas a lo largo de un eje. Se corrige con lentes cilíndricas positivas o negativas, dependiendo el carácter del astigmatismo que se dé.

- Datos: Q6174666